# 无毛肉叶荠
无毛肉叶荠（学名：Braya rosea var. glabrata）为十字花科柏蕾荠属下的一个变种。